# Edenkoben

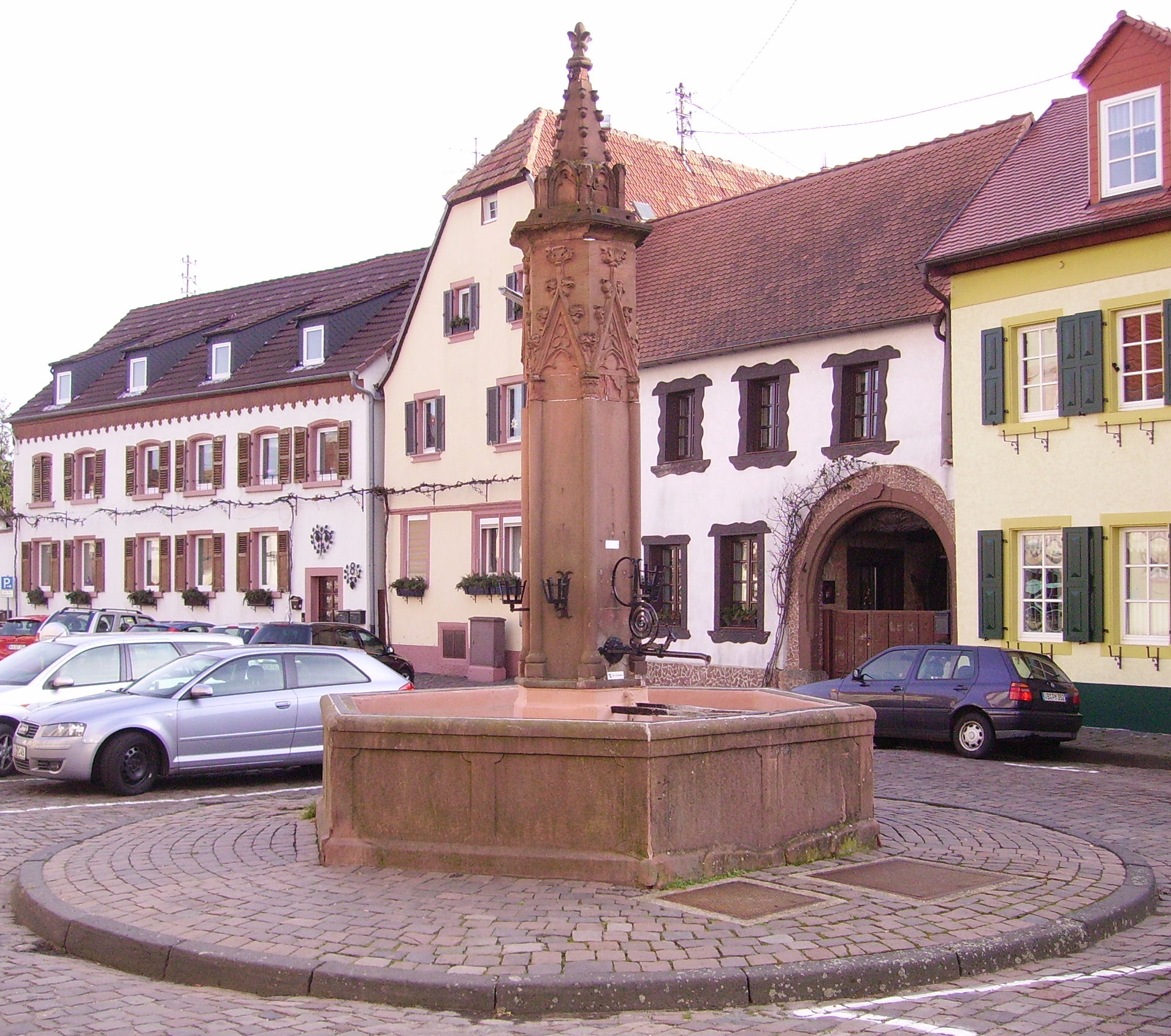
Studnia w centrum Edenkoben

Edenkoben – miasto w Niemczech, w kraju związkowym Nadrenia-Palatynat, w powiecie Südliche Weinstraße, siedziba gminy związkowej Edenkoben.
Powierzchnia miasta wynosi 17,90 km², położone jest ono na wysokości 149 m n.p.m., a zamieszkane przez 6704 osób (31 grudnia 2012).

## Współpraca
Miejscowości partnerskie:
- Bexbach, Saara
- Dinkelsbühl, Bawaria
- Étang-sur-Arroux, Francja
- Radeburg, Saksonia